# BP (koncern)
BP p.l.c., wcześniej British Petroleum, BPAmoco – brytyjskie przedsiębiorstwo naftowe założone na początku XX wieku. Obecnie BP jest trzecim co do wielkości przedsiębiorstwem petrochemicznym na świecie (po ExxonMobil i Royal Dutch/Shell). Spółka jest notowana na giełdach: londyńskiej i nowojorskiej. Badania z 2019 r. pokazują, że BP, z emisją 34,02 mld ton ekwiwalentu CO2 od 1965 r., był firmą z szóstą pod względem wielkości emisją na świecie w tym okresie.

## Historia

### Lata 1909–1954
Początki marki BP sięgają roku 1901. Wtedy właśnie brytyjski przedsiębiorca William Knox D’Arcy otrzymał koncesję od szacha Persji na eksploatację – nieodkrytych jeszcze – złóż ropy. Poszukiwania zlecił George’owi Reynoldsowi, człowiekowi niezwykle upartemu, przekonanemu, że Persja to miejsce bogate w ropę. Kilkuletnie próby odkrycia złóż w dzisiejszym Iranie nie przynosiły jednak rezultatów. Sukces pojawił się dopiero po siedmiu latach – 26 maja 1908 roku z ziemi wytrysnęła ropa.
Wystarczył rok, aby Angielsko-Perska Kompania Olejowa, która z czasem stanie się koncernem BP, rozkwitła jako niezwykle dochodowy interes. Dyrektorem spółki został D’Arcy i pełnił to stanowisko do swojej śmierci (1917).
Odkrycie złóż w Persji zainteresowało brytyjską admiralicję i pełniącego obowiązki jej pierwszego lorda, Winstona Churchilla, który wskazywał na konieczność wyspecjalizowanego zaopatrzenia kraju w ropę naftową. Po wybuchu I wojny światowej brytyjski rząd zajął aktywa British Petroleum, spółki utworzonej przez przedsiębiorstwo niemieckie, które chciało wypromować swoje produkty w Wielkiej Brytanii, a w 1917 roku Skarb Państwa sprzedał je angielsko-perskiej kompanii. Dzięki temu przejęła ona sieć dystrybucji: 520 składów paliw, 535 cystern kolejowych, 1102 pojazdy, cztery barki i 650 koni.
I wojna światowa ominęła Persję, choć na wszelki wypadek armia brytyjska okupowała część tego kraju, chroniąc interesy Anglo-Persian Oil Company. Rozkwit przemysłu lotniczego oraz samochodowego w latach 20. XX wieku spowodował, że spółka zaczęła się mocno rozwijać. Oddziały, rafinerie, stacje bunkrowania budowano na Wyspach Brytyjskich, w Afryce, Australii czy Kanadzie. W Wielkiej Brytanii na pompach z paliwem pojawił się znaczek BP wraz z brytyjską flagą „Union Jack” jako symbolem patriotyzmu. W 1921 roku zainstalowano 69 pomp, a cztery lata później było ich już ponad 6 tysięcy.
Ponieważ w 1935 roku Persja zmieniła nazwę na Iran, zmieniono również nazwę spółki na Anglo-Iranian Oil Company.
Wybuch II wojny światowej postawił koncern przed nowymi wyzwaniami – ponieważ rosło ryzyko związane z transportem ropy naftowej z Iranu do Wielkiej Brytanii, rząd brytyjski zwrócił się do BP, aby intensywniej eksploatowała krajowe złoża ropy i rozpoczęła poszukiwania nowych. Wobec takiego apelu spółka zwiększyła produkcję w zakładach Nottingham. Wydobycie było stosunkowo niewielkie, ale na tyle znaczące, aby pomóc krajowi przetrwać.
Koniec lat 40. i początek 50. XX wieku to okres przemian polityczno-gospodarczych w Iranie. Na czele ruchu domagającego się sprawiedliwego podziału dochodów z ropy naftowej stał Front Narodowy kierowany przez dr. Mohammeda Mossadegha. W 1951 został on wybrany przez parlament na premiera i wprowadził w życie uchwałę o nacjonalizacji przemysłu naftowego. W odpowiedzi rząd Wielkiej Brytanii wprowadził blokadę handlową Iranu. Doszło do długotrwałego kryzysu podsycanego przez Londyn. Premier Iranu, nie poddając się naciskom, wystąpił m.in. na forum ONZ broniąc interesów swojego kraju. Wielka Brytania przekonała Stany Zjednoczone do obalenia rządu Mossadegha. W sierpniu 1953 CIA za pomocą armii i kontrolowanych zamieszek ulicznych przeprowadziła zamach stanu.
W wyniku rozmów z nowym rządem udało się dojść do porozumienia – wydobyciem irańskiej ropy miały się od tej chwili zająć międzynarodowe konsorcja, m.in. Standard Oil Indiana (Amoco). Udział angielsko-irańskiej spółki wyniósł 40%. Umowa pomiędzy byłym szachem Persji i Williamem D’Arcym przeszła do historii. W 1954 roku zarząd przedsiębiorstwa zmienił jego firmę na British Petroleum.

### Po 1954
Dzięki wieloletnim pracom prowadzonym na Alasce w 1969 roku natrafiono na jeden z największych zbiorników ropy w historii na kontynencie północnoamerykańskim. W tym samym czasie w Wielkiej Brytanii prowadzono również badania nad złożami wzdłuż wybrzeża nad La Manche i na Morzu Północnym – z odkrytego wówczas złoża „Forties” można było wytwarzać 400 tys. baryłek czystej ropy naftowej dziennie.
Przypadające na lata 70. XX w. zmiany na Bliskim Wschodzie i decyzja najbogatszych państw regionu – Iranu, Iraku, Arabii Saudyjskiej, Abu Dhabi i Kataru – o nacjonalizacji swoich złóż ropy naftowej oznaczała dla BP konieczność zmian dotychczasowej strategii i poszukania nowych złóż ropy w innych częściach świata.
Kolejnym ważnym krokiem w historii koncernu był rok 1987 – wówczas to brytyjski rząd sprzedał ostatni posiadany pakiet akcji BP. W pełni sprywatyzowana spółka przeprowadziła reorganizację, skupiając się na tym, co zawsze leżało u podstaw jej działalności: poszukiwaniu, udoskonalaniu, transporcie i sprzedaży paliw.
Przełom stuleci przyniósł kolejne zmiany. W obliczu silnej konkurencji w branży energetycznej oraz postępujących światowych fuzji koncerny BP i Amoco połączyły się, tworząc BP Amoco. Następnie do portfolio dołączyło ARCO. Grupę uzupełniły także Castrol, producent olejów silnikowych, oraz jedna z najbardziej znanych europejskich marek paliwowych – niemiecki Aral.
W 2000 roku BP przedstawiła nowy, ujednolicony globalny logotyp. Charakterystyczna zielona tarcza z żółtymi literami BP została zastąpiona przez zielono-żółto-biały Helios, symbolizujący energię we wszystkich jej formach.

## BP w Polsce
W Polsce BP rozpoczęła działalność 17 września 1991 roku. Początkowo funkcjonowało tu jedynie biuro handlowe olejów dla samochodów i przemysłu. Pierwsza stacja benzynowa BP została otwarta w Polsce 5 sierpnia 1995 roku w Gliwicach. W następnych latach powstawały kolejne, zarówno własne, jak i partnerskie. Koncern zakupił także stacje benzynowe Aral. Obecnie BP posiada największą sieć stacji wśród zagranicznych koncernów paliwowych w Polsce. Przychody przedsiębiorstwa BP Europa SE Oddział w Polsce w roku 2023 przekroczyły 15,5 mld złotych.

## Katastrofy w Zatoce Meksykańskiej
W lipcu 2005 r. załoga została ewakuowana przed huraganem Dennis. Po jego przejściu platforma była w złym stanie – zespoły inspekcyjne nie znalazły uszkodzeń kadłuba, lecz mimo to Thunder Horse nabierał wody. Winna była niewłaściwie podłączona 6-calowa rura, która umożliwiła swobodny przepływ wody pomiędzy kilkoma zbiornikami balastowymi. To zapoczątkowało łańcuch wydarzeń, których skutkiem było przewrócenie się platformy.
20 kwietnia 2010 w Zatoce Meksykańskiej na wyczarterowanej przez BP platformie wiertniczej Deepwater Horizon doszło do katastrofy, w której zaginęło 11 pracowników. W wyniku erupcji płynów złożowych na platformie doszło do eksplozji węglowodorów i w konsekwencji do jej zatopienia po dwóch dniach pożaru. Wyciek ropy z uszkodzonej głowicy przeciwwybuchowej spowodował katastrofę ekologiczną w akwenie i na jego wybrzeżach. Na powierzchni Zatoki powstała plama ropy, która dotarła 30 kwietnia do brzegów Luizjany. Wrak platformy spoczął na dnie na głębokości 1500 m. BP przeznaczyło kwotę 20 miliardów dolarów na odszkodowania.